# جون هولواي
جون هولواي (بالإنجليزية: John Holloway)‏ هو موزع وأستاذ جامعي بريطاني، ولد في 19 يوليو 1948 في نيث ‏ في المملكة المتحدة.

## وصلات خارجية
- الموقع الرسمي
- جون هولواي على موقع ميوزك برينز (الإنجليزية)
- جون هولواي على موقع أول ميوزيك (الإنجليزية)
- جون هولواي على موقع ديسكوغز (الإنجليزية)